# 2006年アジア競技大会の開会式
2006年アジア競技大会の開会式は、12月1日にハリーファ国際スタジアムで行われた。

## 概要
午後7時（UTC+3）から行われた式典はIOCのジャック・ロゲ会長、カタールのハマド・ビン・ハリーファ・アール＝サーニー首長、アフマド・アル＝ファハド・アッ＝サバーハOCA会長、パレスチナ暫定自治政府のイスマーイール・ハニーヤ首相、シリアのバッシャール・アル＝アサド大統領らが出席して行われた。開会式の総合演出はシドニーオリンピック開会式を手がけたデイビッド・アトキンス。

## アトラクション
カウントダウンが終わると、2300人による人文字にアラビア語と英語で「peace upon to you」と浮かび、カタールの国旗も浮かび上がった。子供たちによるカタールの国歌を合唱し、国旗を掲揚。
前半は「旅が始まる（The Journey Begins）」と題された物語で、若い「探求者」が恋人ヌーラと共に家族を離れ、星とアストロラーベのみに誘われアジアを巡るストーリー。海上で嵐に遭い巨鷲に救われアジア各地方の歴史や文化を旅する。アンコール・ワットやタージマハル、天壇、ボロブドゥールなどを巡る。ヌーラは一旦海に沈むがやがて救われ探求者と再会し結婚する。
後半は探求者がその息子に、アラブ文明の現代科学への貢献を教える。数学や天文学など、過去から現代、未来に亘りアラブ社会の発展を示す。
また、香港の歌手ジャッキー・チュンも登場した。

## 入場行進
選手の入場はアルファベット順に入場し、日本は13番目に入場。5大会ぶりの参加となるイラクも入場。韓国と北朝鮮との南北合同入場行進も前回の釜山アジア大会に引き続き行われた。最後の行進となったカタールは5万人の大観衆の歓迎を受けた。

## 式典
ドーハアジア大会組織委員会会長とOCAアフマド会長が挨拶をし、ハマド・ビン・ハリーファ・アール＝サーニー首長が開会を宣言し、OCA旗が入場、掲揚。選手宣誓・審判宣誓も行われた。

## 聖火リレー
10月8日にカタールで採火された聖火は過去のアジア大会開催地を巡りながら、開会式のハリーファ競技場に到着した。

### 聖火リレー開催地

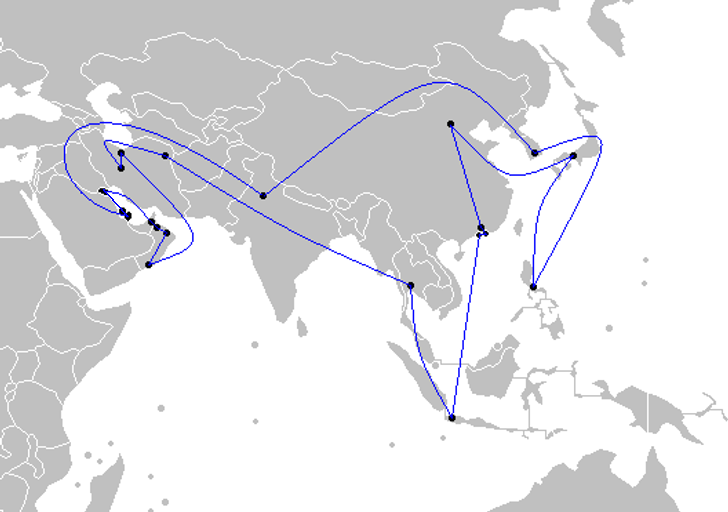
聖火リレーのルート

1. インド – ニューデリー（1951年・1982年）
2. 韓国 – 釜山（2002年）
3. フィリピン – マニラ（1954年）
4. 日本 – 広島（1994年）
5. 中国 – 北京（1990年・北京オリンピック）, 広州（2010年）
6. マカオ
7. 香港
8. インドネシア – ジャカルタ（1962年）
9. タイ王国 – バンコク（1966年・1970年・1978年・1998年）
10. イラン – マシュハド, エスファハーン, テヘラン（1974年）
11. オマーン – サラーラ, マスカット, ソハール
12. アラブ首長国連邦 – ハッタ, シャールジャ, ドバイ, アブダビ
13. クウェート – クウェートシティ
14. バーレーン – マナーマ

### 聖火点火
最終聖火ランナーのムハンマド・ビン・ハマド・アール＝サーニーが馬に乗って登場。天文体(アストロラーベ)をイメージした聖火台に一気に馬で駆け上り、点火し、さらにタワー部分も点火された。そして花火3万発が打ち上げられ開会式は終了した。